# The Majestic (Gebäude)
The Majestic, auch Majestic Apartments, ist ein exklusives Apartmenthochhaus in Manhattan auf der Upper West Side in New York City, Vereinigte Staaten. Es ist neben dem The San Remo, dem The Century und dem The El Dorado eines von vier in den 1930er Jahren gebauten Häusern mit Zwillingstürmen an der Central Park West (Eighth Avenue).

## Beschreibung
Das Hochhaus steht an der Central Park West zwischen der West 71st Street und West 72nd Street gegenüber dem Central Park, in dem sich nur wenige Meter entfernt die Gedenkstätte Strawberry Fields für John Lennon befindet. Ein bekanntes Nachbargebäude ist das The Dakota, in dem einst John Lennon wohnte. An der Ecke Central Park West/West 72nd Street befindet sich am Fuß des Gebäudes ein Zugang zur Station 72 Street der New York City Subway, die von den Linien  und  bedient wird.
Das Majestic wurde von 1930 bis 1931 an der Stelle gebaut, wo zuvor das Majestic Hotel stand, welches von Alfred Zucker 1894 entworfen wurde und Heim des Komponisten Gustav Mahler, der Schriftstellerin Edna Ferber und vielen weiteren war. Das von Irwin Chanin im Stil des Art déco entworfene Gebäude ist 105,5 Meter (346 Fuß) hoch und hat 29 Etagen. Es wurde ursprünglich als 45-stöckiges Hotel geplant. Diese Nutzung wurde während der Weltwirtschaftskrise und nach dem Verabschieden des Multiple Dwelling Act zugunsten eines Appartementhauses aufgegeben. Der großflächige 19-geschossige Sockel umschließt westlich einen großen Innenhof und bildet auf der Ostseite die Basis für die beiden Türme. Die ersten drei Etagen sind mit Kunststein verkleidet, der Rest der Fassade besteht aus hellbraunen und braunen Ziegelsteinen mit mehrverglasten Fenstern. Das Gebäude beherbergt 221 Mietwohnungen und ist im Besitz der Wohnungsgenossenschaft (Housing cooperative) 115 Central Park West Corporation.
Im Jahr 1957 verübte der Mobster Vincent Gigante auf Frank Castello in der Lobby des Majestic einen Mordanschlag, welcher allerdings misslang.
The Majestic wurde am 8. März 1988 von der Landmarks Preservation Commission zum Denkmal der Stadt New York erklärt. Das Gebäude ist des Weiteren Teil des am 9. November 1982 ausgewiesenen historischen Bezirks Central Park West Historic District sowie des 1990 ausgewiesenen Upper West Side Historic Districts.

## Bewohner
- Schauspieler Milton Berle[6]
- Schauspieler Zero Mostel[6]
- Modesdesigner Marc Jacobs lebte mit seiner Großmutter bis Mitte der 1980er Jahre dort[8]
- Talkshow-Moderator Conan O’Brien verkaufte Mitte 2010 seine Wohnung[9]
- Mehrere bekannte Mitglieder der Genovese-Familie, darunter Lucky Luciano, Frank Costello und Meyer Lansky[6]
- Mobster Louis Buchalter, Führungsmitglied der Murder, Inc., lebte 1933 in Apartment 17J[10]

## Galerie

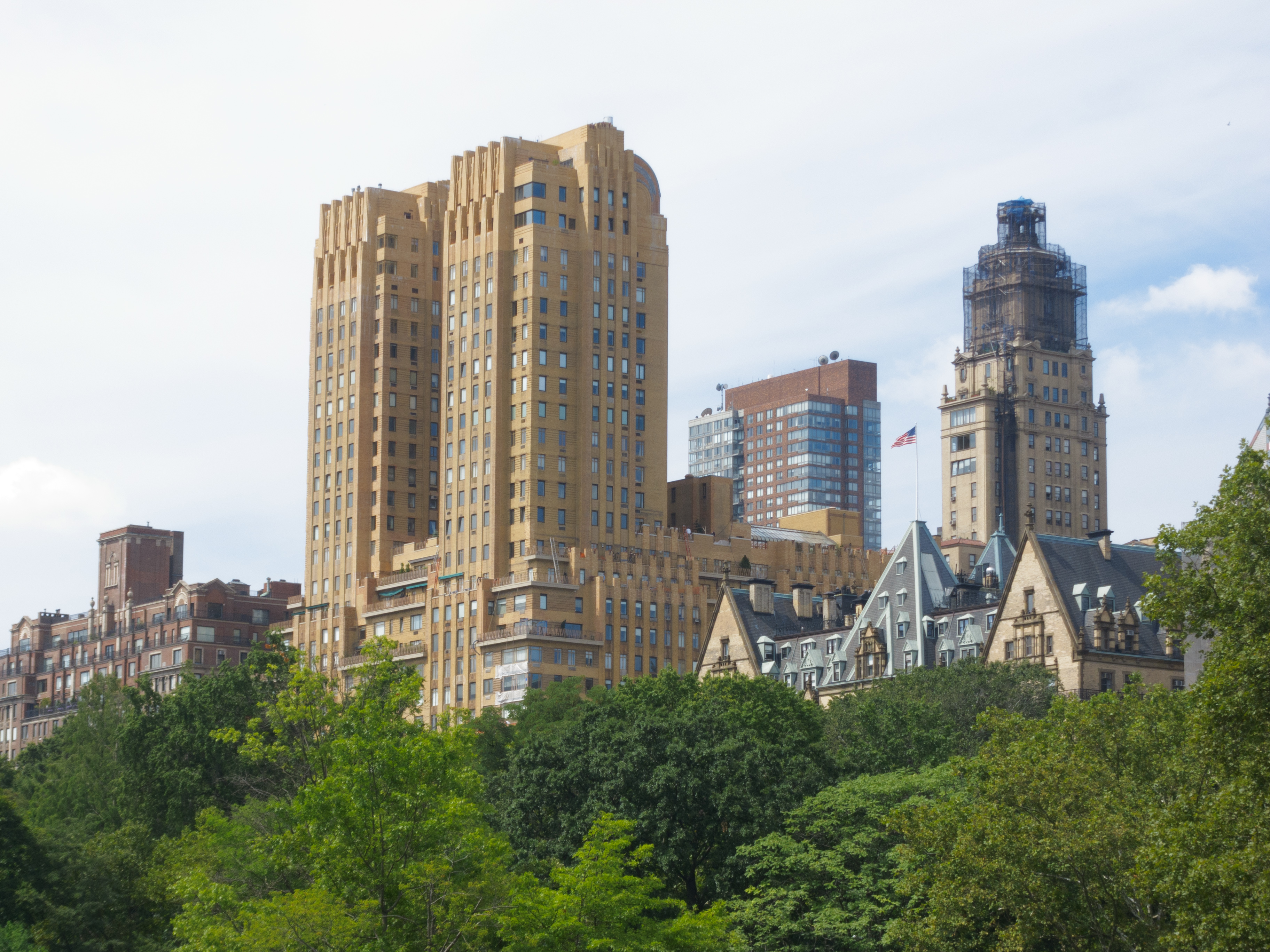
The Majestic im August 2012
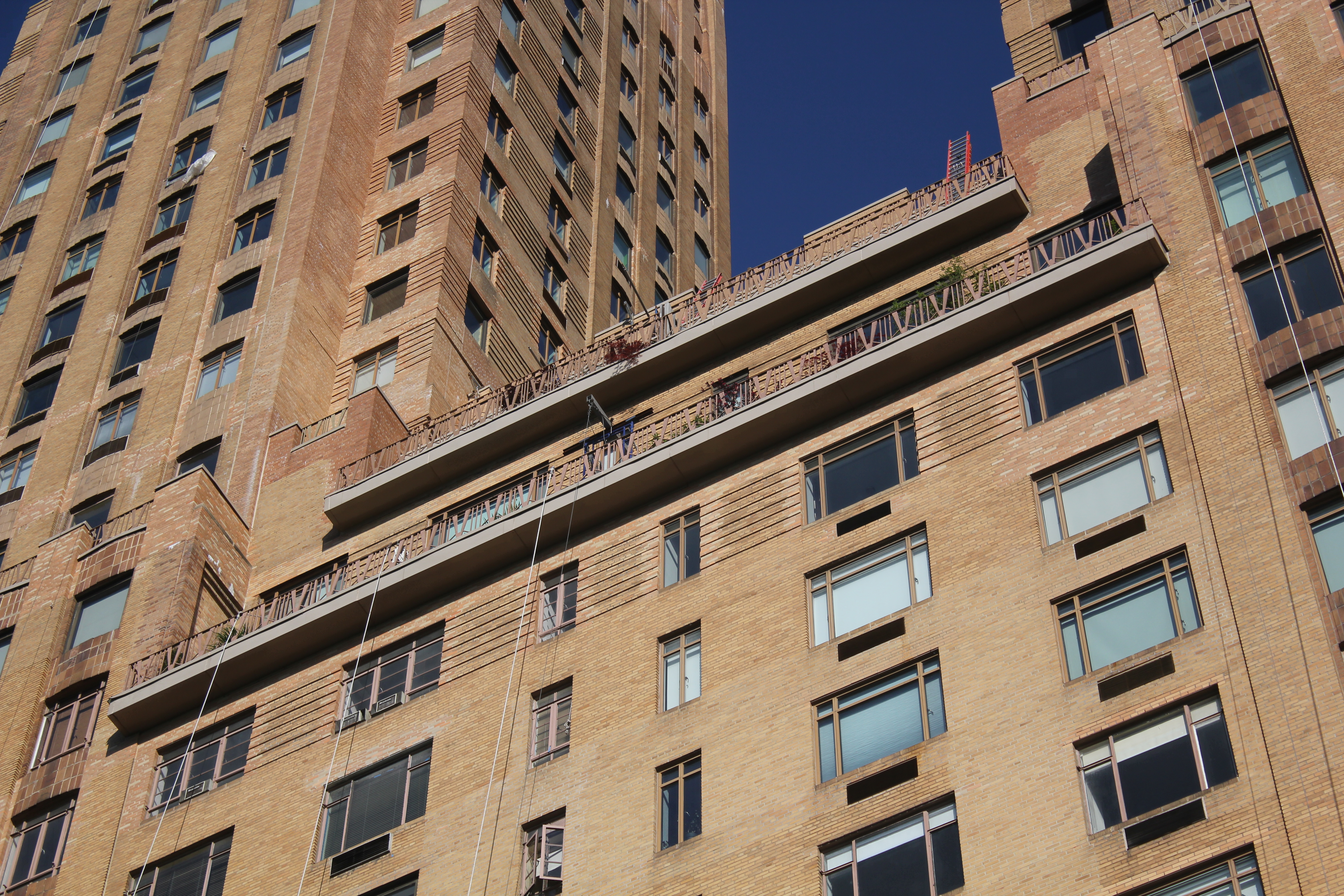
Ziegelsteinfassade und Terrassen im Mai 2022
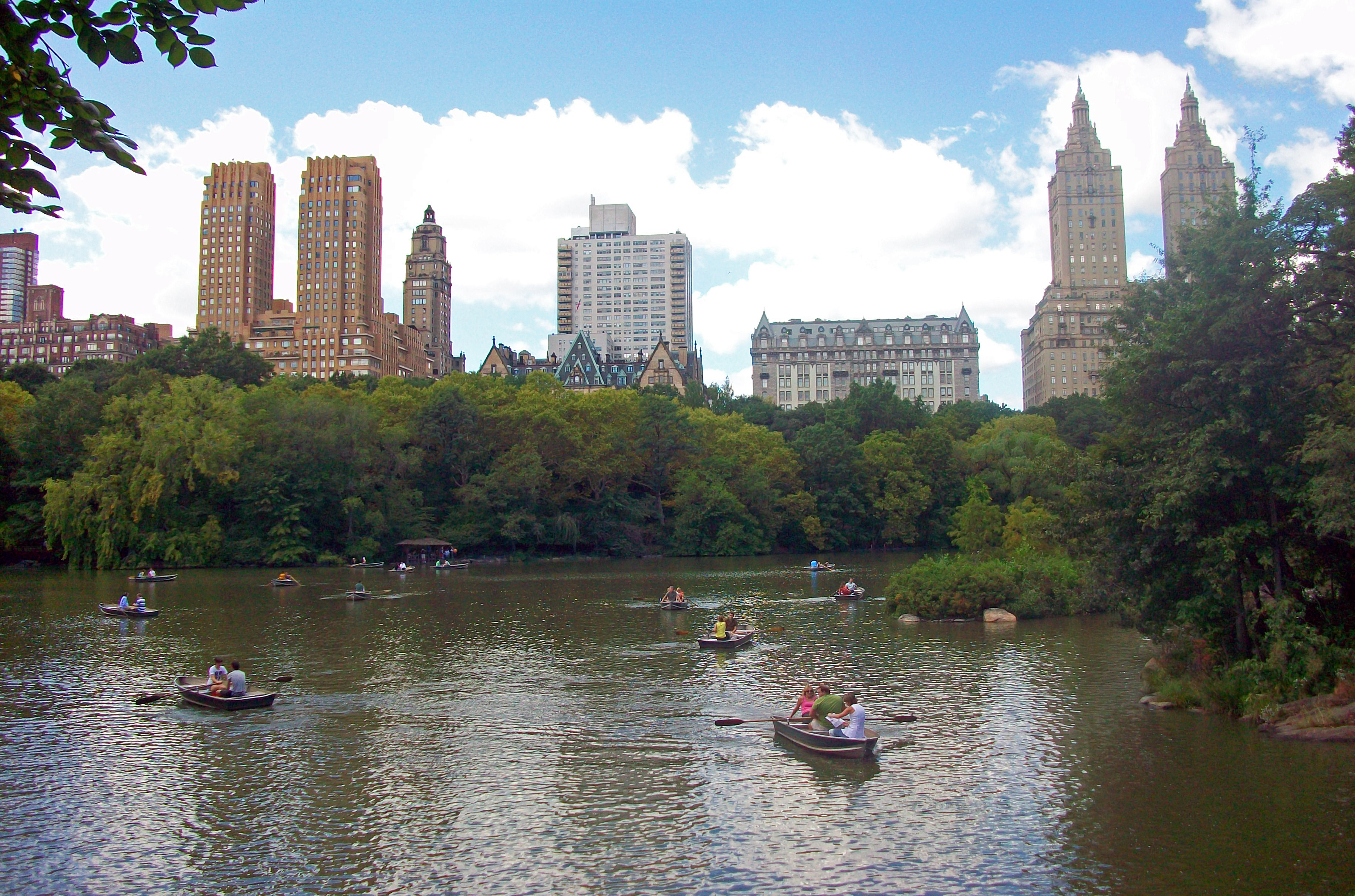
Blick vom Central Park, links The Majestic, rechts The San Remo
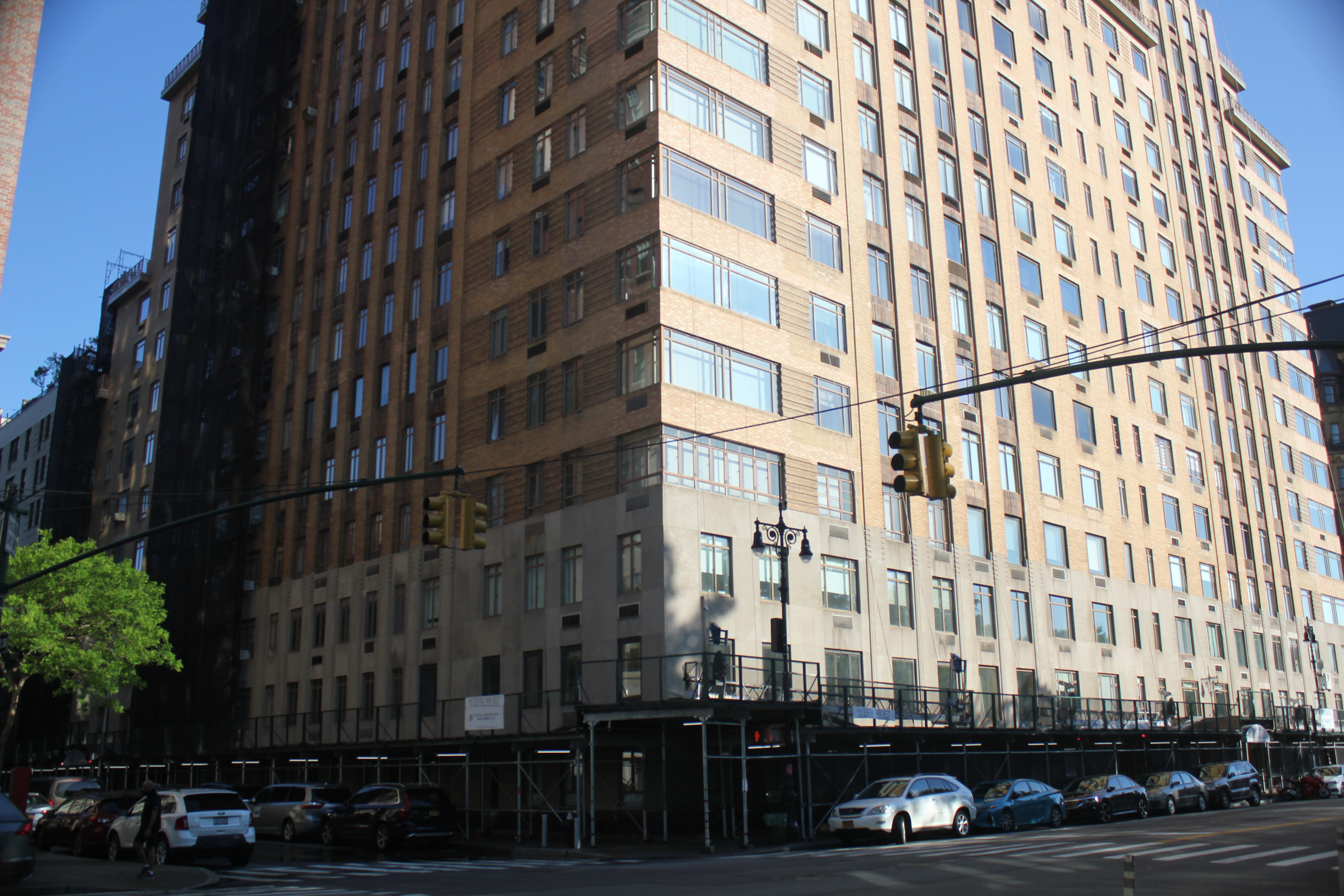
Gebäudesockel mit Gerüst im Mai 2022